# Per fas et nefas
Per fas et nefas (wszelkimi dozwolonymi i niedozwolonymi środkami) – nieuczciwy zabieg erystyczny. Występuje wtedy, gdy postulowana jest jakaś teza i przytaczanych jest kilka argumentów, które ją uzasadniają. Dyskutant obala jeden z argumentów, a następnie triumfalnie oświadcza, że teza nie ma podstaw, chociaż nie powiedział ani słowa o innych przytoczonych argumentach.